# Axenus ochraceus
Axenus ochraceus là một loài bướm đêm trong họ Noctuidae.